# Ирфан Охри
Ирфан бей Охри (на албански: Irfan bej Ohri) е албански политик и общественик.

## Биография
Роден е в Охрид (на албански Охри), Османската империя, днес Северна Македония. През 1913 година живее в Елбасан и участва активно в подготовката на Охридско-Дебърското въстание. Поддържа връзки с Милан Матов, според когото по това време Ирфан е „всесилен“. По време на въстанието Ирфан бей е в контакт както с Матов, така и с албанското правителство, което дискретно подкрепя въстаниците.
Ирфан Охри е сенатор в Сената на Народното събрание на Албания от 27 март 1920 г. до 20 декември 1920 г. и член на Народното събрание от 21 април 1921 г. до 30 септември 1923 г.
Напуска Албания и в 1923 година е във Виена с Хасан Прищина и Зия Дибра, като част от антизогистка организация, основана от Акиф Елбасани.